# Dallas Center (Iowa)
Dallas Center es una ciudad situada en el condado de Dallas, en el estado de Iowa, Estados Unidos. Según el censo de 2010 tenía una población de 1.623 habitantes.

## Geografía
Según la Oficina del Censo de los Estados Unidos, la localidad tiene un área total de 11,87 km², la totalidad de los cuales 11,87 km² corresponden a tierra firme.

## Demografía
Según el censo de 2010, había 1623 personas residiendo en la localidad. La densidad de población era de 136,73 hab./km². Había 669 viviendas con una densidad media de 56,36 viviendas/km². El 98,21% de los habitantes eran blancos, el 0,55% afroamericanos, el 0,18% amerindios, el 0,12% asiáticos, el 0,12% de otras razas, y el 0,8% pertenecía a dos o más razas. El 0,68% de la población eran hispanos o latinos de cualquier raza.